# Qiqihar
Qiqihar (en chino, 齐齐哈尔; pinyin, Qíqíhā'r; transcripción antigua, Tsitsihar o Ch'i-ch'i-ha-erh ; en manchú, Cicigar) es una ciudad-prefectura localizada en la provincia de Heilongjiang, al noreste de la República Popular China, cabecera del municipio nivel prefectura. Es la segunda ciudad más poblada de la provincia, y el centro económico y cultural del oeste de Heilongjiang.

## Toponimia
En el año 916, los Kitanos fundaron la dinastía Liao y establecieron "Jiqin Har" cerca del río Jiqin. En el antiguo Idioma kitán, "Har" significa "bloquear y defender", y en términos militares puede interpretarse como "puesto de centinela, puesto de avanzada". "Qiqihar" es la pronunciación homofónica de "Jiqin har".
En la dinastía Qing, era una pronunciación homofónica de las palabras dagur "Cici har" (manchú:ᠴᡳᠴᡳᡥᠠᡵ, romanizado: Cicihar) que significa "frontera" o "pasto natural". Este fue llevado al chino como  齐齐哈尔 y romanizado Qiqihar en AFI /t͡ɕʰi.t͡ɕʰi.χar/.

## Administración
La ciudad prefectura de Qiqihar se divide en 16 localidades que se administran en 7 distritos urbanos, 1 ciudad suburbana y 8 condados rurales. 
- Distritos
  - Longsha (龙沙区)
  - Ang'angxi (昂昂溪区)
  - Tiefeng (铁锋区)
  - Jianhua (建华区)
  - Fularji (富拉尔基区)
  - Nianzishan (碾子山区)
  - Meilisi (梅裡斯区)
- Ciudades
  - Nehe (讷河市)
- Condados
  - Fuyu (富裕县)
  - Baiquan (拜泉县)
  - Gannan (甘南县)
  - Yi'an (依安县)
  - Keshan (克山县)
  - Tailai (泰来县)
  - Kedong (克东县)
  - Longjiang (龙江县)

Su superficie conjunta es de 42 250 km², entre los cuales existen 156 pueblos y 1361 villas, sumando una población total en 2020 de 4 millones, la cual incluye la población urbana metropolitana de 1 438 000 habitantes.

## Geografía
Qiqihar se localiza en medio del fértil valle del río Nenjiang en la planicie de Songnen, la cual es adyacente a los montes Xing'an y la pradera Hulunbeir, presentando una topografía plana con abundantes pastizales. Políticamente, el municipio de Qiqihar colinda con el municipio de Daqing y la región de Suihua al este, con la región de Baicheng de la provincia de Jilin al sur, con Hulunbeir de la Mongolia Interior al oeste y con Heihe y los montes Xing'an por el norte, abarcando una extensión de 42.289 km², región que presenta una elevación de 200 a 500 m s. n. m.

### Mapas

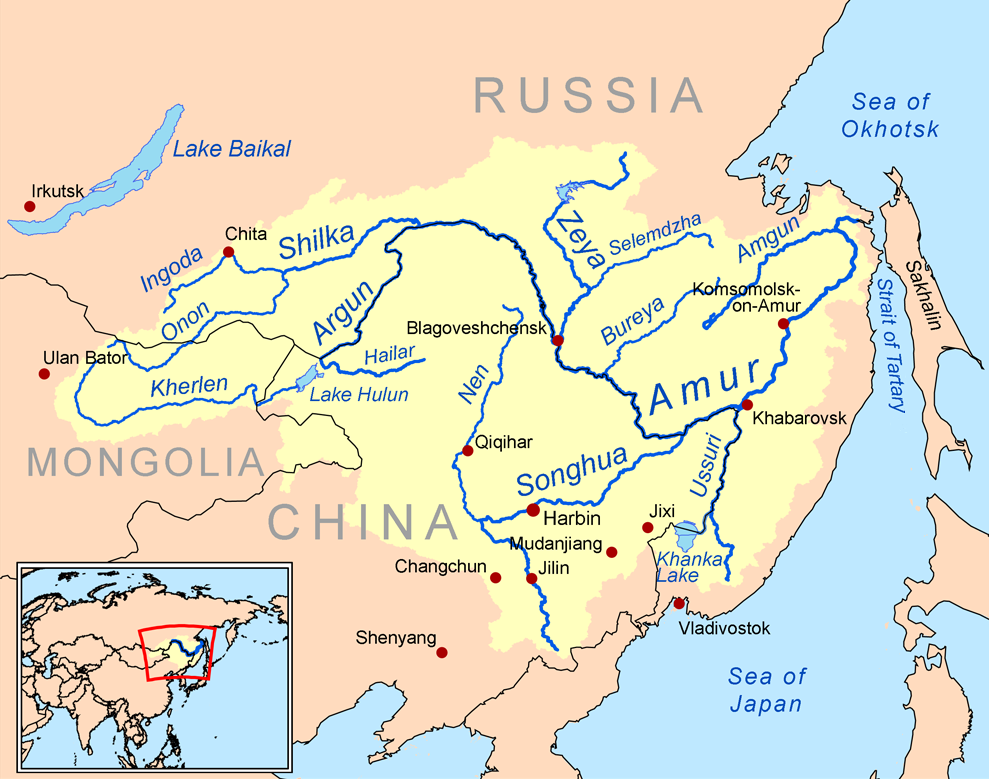
Qiqihar, a la orilla del río Nen, en mapa del Amur
Qiqihar en mapa del ferrocarril Transiberiano

## Clima
Qiqihar presenta un "Clima Hemiboreal Manchuriano" (Dwb) y tiene una precipitación pluvial anual promedio de 415 mm, con una temperatura anual promedio de 4.2 °C, con mínimas en enero de -36.1 °C, y máximas en julio de 23.25 °C.
| Parámetros climáticos promedio de Qiqihar | Parámetros climáticos promedio de Qiqihar | Parámetros climáticos promedio de Qiqihar | Parámetros climáticos promedio de Qiqihar | Parámetros climáticos promedio de Qiqihar | Parámetros climáticos promedio de Qiqihar | Parámetros climáticos promedio de Qiqihar | Parámetros climáticos promedio de Qiqihar | Parámetros climáticos promedio de Qiqihar | Parámetros climáticos promedio de Qiqihar | Parámetros climáticos promedio de Qiqihar | Parámetros climáticos promedio de Qiqihar | Parámetros climáticos promedio de Qiqihar | Parámetros climáticos promedio de Qiqihar |
| Mes                                       | Ene.                                      | Feb.                                      | Mar.                                      | Abr.                                      | May.                                      | Jun.                                      | Jul.                                      | Ago.                                      | Sep.                                      | Oct.                                      | Nov.                                      | Dic.                                      | Anual                                     |
| ----------------------------------------- | ----------------------------------------- | ----------------------------------------- | ----------------------------------------- | ----------------------------------------- | ----------------------------------------- | ----------------------------------------- | ----------------------------------------- | ----------------------------------------- | ----------------------------------------- | ----------------------------------------- | ----------------------------------------- | ----------------------------------------- | ----------------------------------------- |
| Temp. máx. media (°C)                     | -12.4                                     | -6.5                                      | 2.7                                       | 13.1                                      | 21.2                                      | 26.2                                      | 28.0                                      | 26.3                                      | 20.3                                      | 11.1                                      | -1.1                                      | -10.1                                     | 9.9                                       |
| Temp. mín. media (°C)                     | -23.7                                     | -19.3                                     | -10.1                                     | -0.2                                      | 8.0                                       | 14.9                                      | 18.5                                      | 16.6                                      | 9.1                                       | -0.2                                      | -11.3                                     | -20.4                                     | -1.5                                      |
| Precipitación total (mm)                  | 1.5                                       | 1.7                                       | 5.6                                       | 17.3                                      | 29.6                                      | 67.1                                      | 128.8                                     | 90.0                                      | 45.5                                      | 20.1                                      | 4.4                                       | 3.6                                       | 415.2                                     |
| Días de precipitaciones (≥ 1 mm)          | 3.5                                       | 3.0                                       | 3.4                                       | 5.1                                       | 7.2                                       | 11.2                                      | 13.7                                      | 11.2                                      | 9.1                                       | 5.1                                       | 3.5                                       | 4.9                                       | 80.9                                      |
| Horas de sol                              | 190.6                                     | 208.6                                     | 260.4                                     | 248.5                                     | 282.7                                     | 282.2                                     | 269.4                                     | 271.7                                     | 247.3                                     | 227.6                                     | 185.4                                     | 164.9                                     | 2839.3                                    |
| Humedad relativa (%)                      | 67                                        | 58                                        | 47                                        | 46                                        | 46                                        | 62                                        | 73                                        | 73                                        | 66                                        | 57                                        | 60                                        | 67                                        | 60.2                                      |
| [cita requerida]                          |                                           |                                           |                                           |                                           |                                           |                                           |                                           |                                           |                                           |                                           |                                           |                                           |                                           |